# Shannon Hills
Shannon Hills é uma cidade localizada no estado americano de Arkansas, no Condado de Saline.

## Demografia
Segundo o censo americano de 2000, a sua população era de 2005 habitantes.
Em 2006, foi estimada uma população de 2883, um aumento de 878 (43.8%).

## Geografia
De acordo com o United States Census Bureau, a localidade tem uma área de 3,9 km², sem área coberta por água.

## Localidades na vizinhança
O diagrama seguinte representa as localidades num raio de 16 km ao redor de Shannon Hills.